# Carl-Heinz Boettcher
Carl-Heinz Boettcher (* 27. März 1928 in Hamburg; †  21. Mai 2015 in Bergisch Gladbach) war ein deutscher Soziologe und Publizist.

## Leben
Carl-Heinz Boettcher gehört der Flakhelfergeneration an, deren Vertreter im Zweiten Weltkrieg schon als sechzehnjährige Schüler militärisch eingesetzt wurden. Einer Ausbildung zum Verlagsbuchhändler nach dem Krieg schlossen sich das Studium der Wirtschafts- und Gesellschaftswissenschaften mit dem Abschluss als Diplom-Volkswirt und soziologische Feldarbeit für den Soziologen Helmut Schelsky an. Bereits als Student engagierte er sich für eine Überwindung des Ost-West-Gegensatzes und einen Dritten Weg zwischen Kapitalismus und Kommunismus im Sinn der Sozialtheorien von John Maynard Keynes. Über die Paulskirchenbewegung kam er 1955 zur SPD.
Nach dem Studium arbeitete er als Journalist. Er war Redakteur beim Spiegel und bei der Hamburger Morgenpost. Danach war er für die Öffentlichkeitsarbeit des Bundesgrenzschutzes tätig. Zusammen mit dem Soziologen Erwin K. Scheuch setzte er sich kritisch mit der Ideologie der Neuen Linken auseinander. Zuletzt war er Leitender Redakteur der Deutschen Welle.
Seine Frau Gisela stammt aus Oberschlesien. Das Paar lernte sich in den letzten Kriegsmonaten kennen und gründete früh eine kinderreiche Familie. Es lebte zuletzt in Nordrhein-Westfalen im Bergischen Land.
Nach langer Krankheit verstarb er am 21. Mai 2015 im Alter von 87 Jahren in Bergisch Gladbach.

## Thesen
Boettchers Hauptthema ist der welthistorische Sonderweg des Westens, der in seiner Sicht vor 6000 Jahren zwischen dem Atlantik und der Wolga begann, wo in der Steinkupferzeit Gesellschaften mit hochkulturellen Zügen bestanden. Die ihnen zuzurechnende Trichterbecherkultur der Archäologen bringt er mit der indogermanischen Grundsprache der Linguisten in Verbindung. Er vertritt in der Tradition von Vere Gordon Childe und Franz Oppenheimer auch im Hinblick auf die Prähistorie eine soziologisch orientierte Geschichtsforschung, die zudem sprachwissenschaftliche und ethnologische Fakten berücksichtigt. Außer in Deutschland fand er vor allem in Frankreich Beachtung.
Während – so Boettcher – das nacheiszeitliche Klimaoptimum im Nahen Osten zu extremer Trockenheit führte und den Bau von Bewässerungsanlagen großen Umfangs veranlasste, verbunden mit Bevölkerungskonzentration auf engem Raum, Vorratshaltung in zentralen Magazinen und starker Abhängigkeit der Einzelnen von den Herrschenden, nahm die Entwicklung in Europa einen anderen Verlauf. Hier ermöglichten Regenreichtum und nahezu unbegrenzt verfügbares Neuland sowie ein dichtes Flussnetz, das Verkehr und Fernhandel begünstigte, kulturelle, politische und wirtschaftliche Dezentralisierung mit weitgehender persönlicher Freiheit und dauerhaftem Machtausgleich. Der sich entfaltende archaische Feudalismus entwickelte sich im Laufe des Mittelalters und der Neuzeit weiter zur demokratisch verfassten, rechtsstaatlichen und sozial fundierten Gesellschaft von heute.

## Auszeichnungen
- 1983 wurde Boettcher mit dem Verdienstkreuz am Bande ausgezeichnet.

## Schriften
- Begriff und Ursache des Unternehmergewinns – Darstellung und Kritik (Diplomarbeit), Hamburg 1950.
- Zwischen den Fronten – Aufgaben der deutschen Politik, Hamburg 1954.
- Ein Gespenst tritt ab in Europa – Aufstieg und Niedergang des Kommunismus (Mitautor Hellmuth Scheffler), Köln 1967.
- Eine neue KPD? Anmerkungen und Dokumente zum Thema Kommunismus und parlamentarische Demokratie, Köln 1968.
- Der Aufstand wird vorbereitet – Von der Diktatur des Proletariats zur Erziehungsdiktatur der Neuen Linken, Köln 1969.
- La culture des gobelets en entonnoir en Europe centrale, Lyon 1991 (übersetzt von Jean-Paul Allard).
- Le moyen âge commence à l`age de la pierre, Lyon 1994 (übersetzt von Jean-Paul Allard).
- Pouvoir centralisé ou pouvoir partagé – L`Orient et l`Occident au cuprolithique, Lyon 1996 (übersetzt von Jean-Paul Allard).
- Indo-Européens et Indo-Européanisés, Lyon 1999 (übersetzt von Jean-Paul Allard).
- Der Ursprung Europas – Die Wiege des Westens vor 6000 Jahren, Röhrig Universitätsverlag, St. Ingbert, 1. Auflage 1999, 2. Auflage 2000, ISBN 978-3-86110-200-7.
- Der Ursprung Europas, in Josef Gros (Hrsg.), Verlage aus dem Saarland in der Landesvertretung in Berlin, Blieskastel 2004, S. 165–203.
- Machtkampf und Glaubenskrieg – Europa in der Frühen Neuzeit, Röhrig Universitätsverlag, St. Ingbert 2014, ISBN 978-3-86110-555-8.
- Europas Weg in die Neuzeit – Vom Weltstaat zur Staatenwelt, Röhrig Universitätsverlag, St. Ingbert 2005, ISBN 978-3-86110-390-5.